# 태화중앙로
태화중앙로(太華中央路)는 경상북도 안동시 태화동 어가교삼거리에서 안동시 태화동 태화삼거리를 연결하는 도로이다.

## 주요 경유지
- 어가교삼거리
- 태화주공아파트
- 태화삼거리

## 주요 교차도로
- 육사로
- 경동로